# Jindřišská
Jindřišská (německy Hannersdorf) je malá vesnice, část města Jirkov v okrese Chomutov. Nachází se tři kilometry severozápadně od Jirkova.

## Název
Název vesnice je českou variantou původního německého jména Heinrichsdorf (česky Jindřichova Ves). V historických pramenech se jméno vyskytuje ve tvarech: Heinrichsdorf (1383), ves haynersßdorf (1542), hyenesstorff (1549), hennerstorff (1555), hennersdorff (1561), Hennerstorff (1577) Hännersdorff (1623), Hannersdorf (1787) nebo Hennersdorf (1846). Podle výkladu Karla Röslera však existuje ještě starší zmínka z roku 1367 ve tvaru Hainstorf, a v tom případě by jméno vesnice vycházelo ze staroněmeckého výrazu Hagin-her. Český název Jindřišská byl úředně stanoven v roce 1951.

## Historie

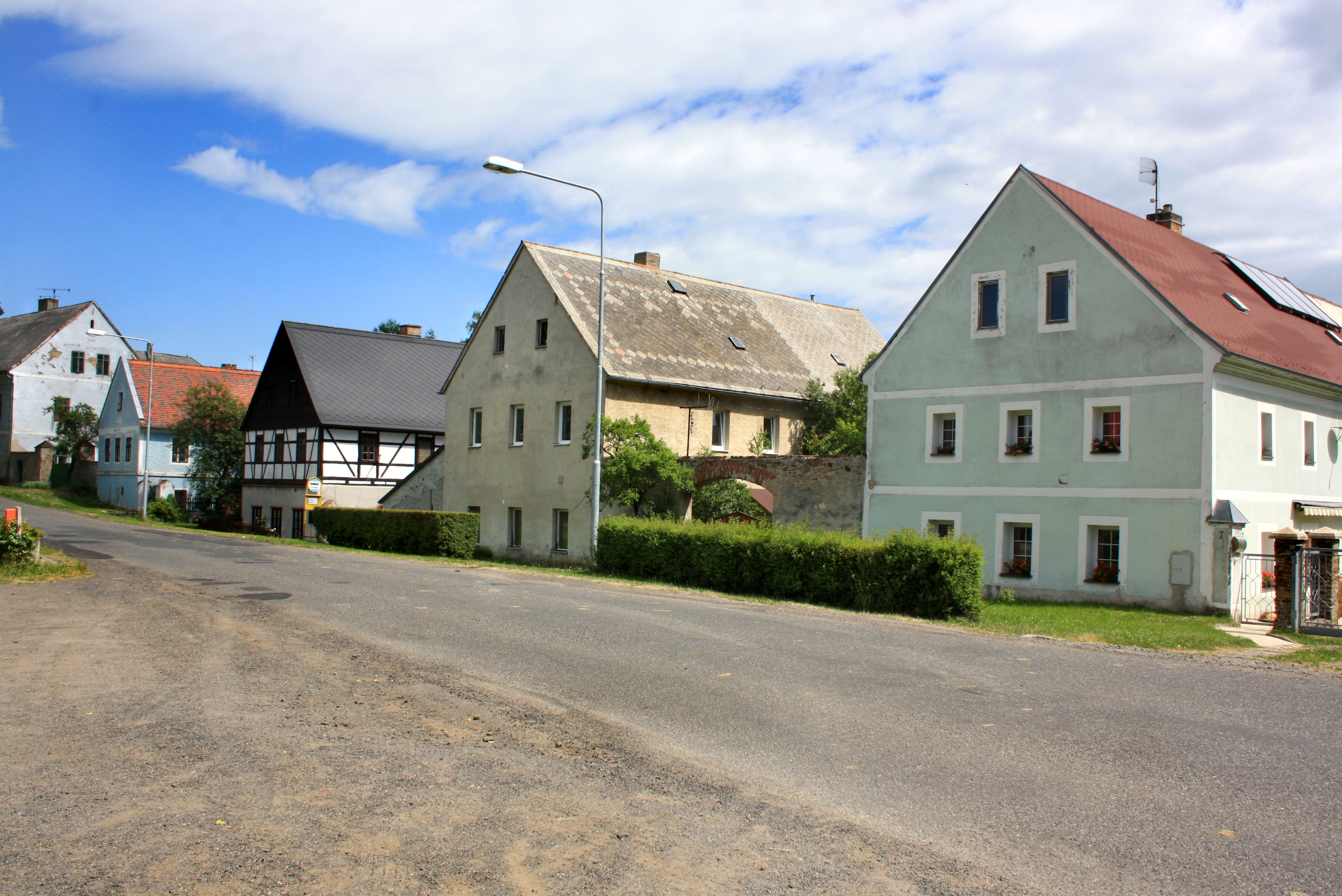
Domy na východní straně návsi

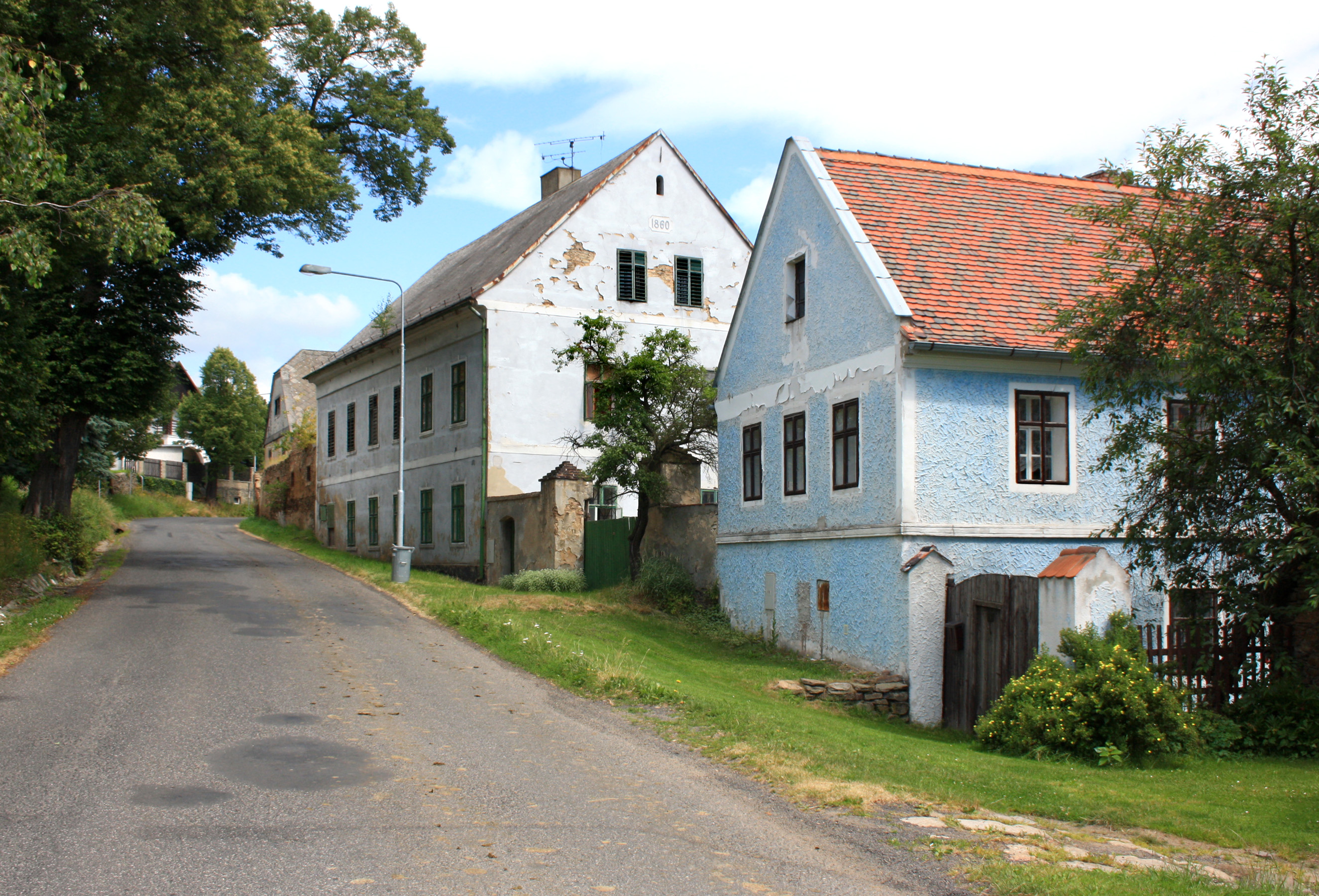
Severní část vesnice

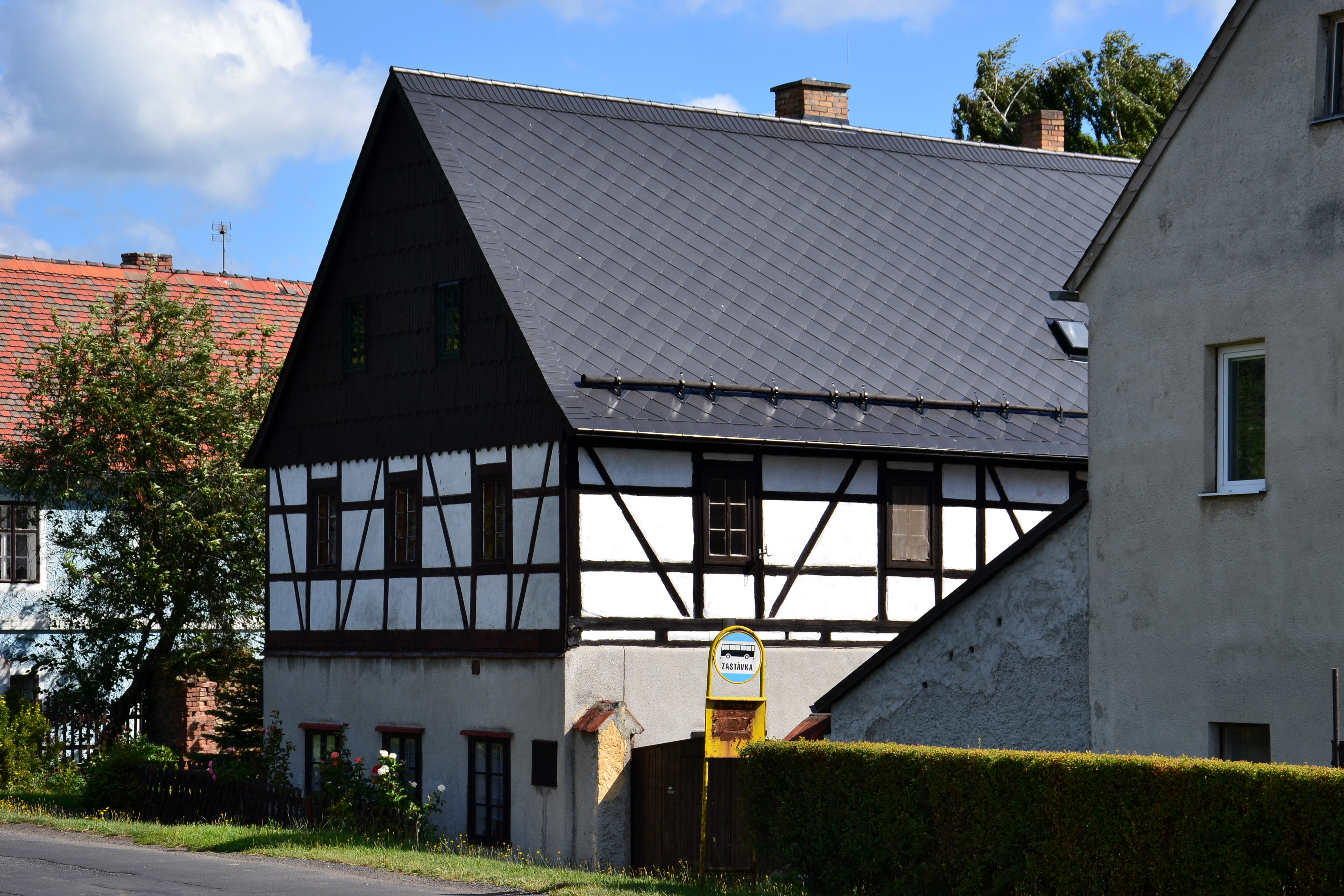
Dům čp. 5

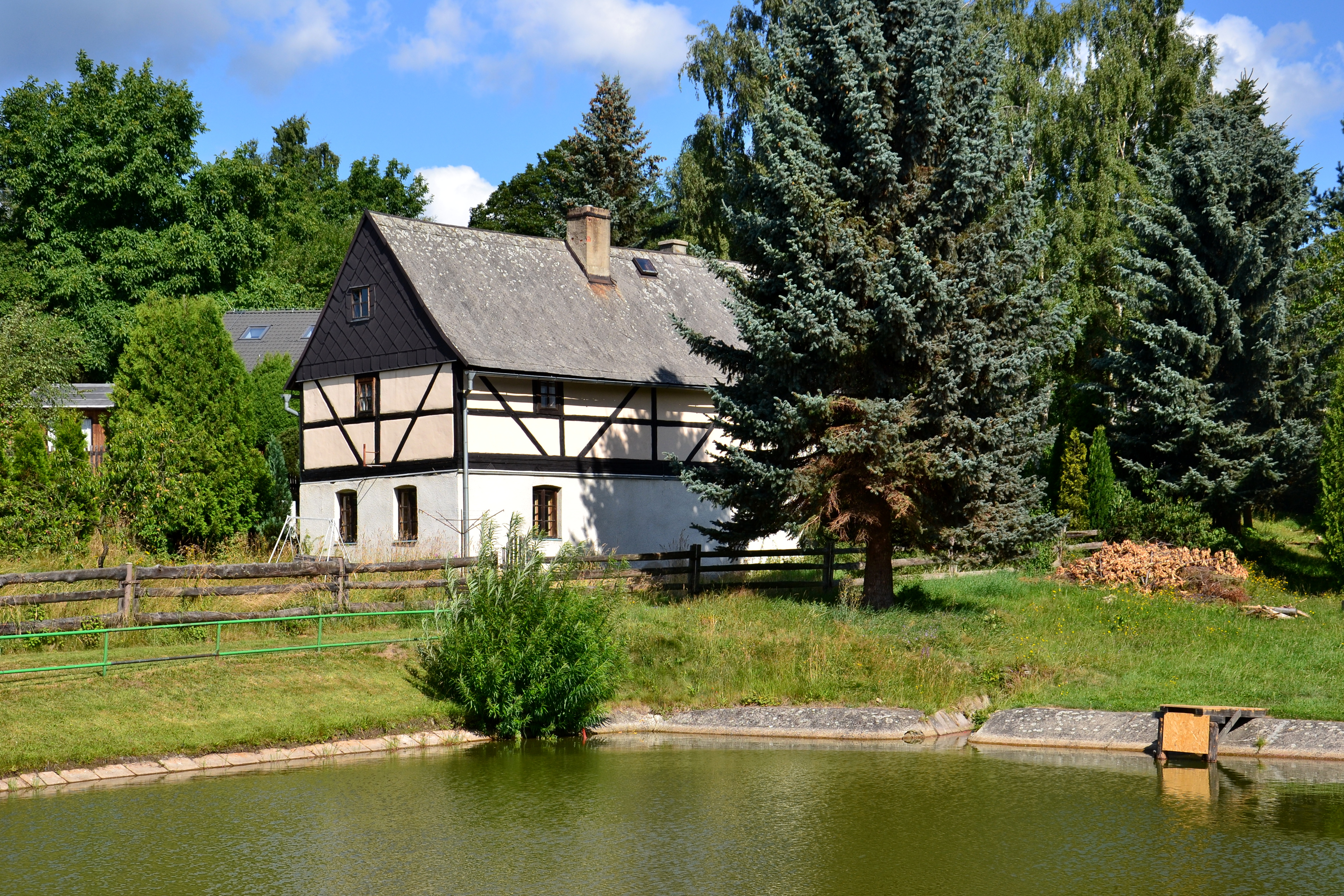
Dům čp. 24

První písemná zmínka o Jindřišské pochází podle Bedřicha Bernaua z roku 1367, kdy vesnice patřila k hasištejnskému panství. Podruhé je zmíněna jako součást panství hradu Nový Žeberk, který roku 1383 prodal Ota z Bergova Těmovi z Koldic. V roce 1454 Jindřišskou koupil Albert z Konipas a připojil ji k Červenému Hrádku, u kterého zůstala až do roku 1578. Mezitím však v šestnáctém století na čas zanikla, protože její obyvatelé vymřeli při jedné z morových epidemií. Vesnici znovu osídlili lidé z Vinařic.
Roku 1579 August z Gerdorfu Jindřišskou prodal Linhartovi ze Štampachu, který ji připojil k ahníkovskému panství a spravoval ji z bolebořského statku. Jeho syn Jan Jindřich Štampach později Jindřiskou převedl ke svému březenskému panství. Za účast na stavovském povstání v letech 1618–1620 byl odsouzen ke konfiskaci majetku a novým majitelem se stal Jaroslav Bořita z Martinic a po něm jeho zeť Florián Žďárský ze Žďáru.
Po třicetileté válce podle berní ruly z roku 1654 ve vsi žilo čtrnáct chalupníků, dva zahradníci a jeden poddaný bez pozemkového majetku. Celkem jim patřilo 24 potahů, třicet krav, 25 jalovic, jedno prase a šest koz. Pěstovalo se především žito. Urbář ahníkovského panství z roku 1794 v Jindřišské uvádí 130 obyvatel (dvanáct chalupníků a dvanáct domkářů) ve 24 domech. Celkem museli každý rok odpracovat 468 dní roboty v létě a 403 dní v zimě. Dvakrát ročně odváděli vrchnosti dávky ve výši deseti zlatých a 53 krejcarů. Na polích se pěstoval také len, jehož zpracování a výroba plátna patřily k významným zdrojům příjmů.
V devatenáctém století se kromě žita pěstoval oves, brambory a do roku 1850 chmel. Obiloviny se často pěstovaly v sadech mezi stromy. Část místních obyvatel se živila výrobou dřevěných hraček a zboží pro domácnost a někteří pracovali v okolních lomech. K vesnici patřily také dvě pily a čtyři soustružny dřeva v údolí Bíliny. Vyráběly se v nich hračky, kuchyňské nástroje, nádoby apod. Na návrší Na Skalce nad vesnicí stávala od roku 1892 rozhledna, kterou vybudoval Krušnohorský spolek z Jirkova.
V roce 1870 vypukl ve stodole u domu čp. 6 požár, který během dvou hodin zničil dalších pět usedlostí, jejichž obnova trvala až do roku 1875. Roku 1887 hořelo znovu a i tentokrát shořelo pět domů. Další velký požár, při kterém vyhořel hostinec s tanečním sálem, vypukl 27. října 1947.
Po druhé světové válce byli vysídleni původní obyvatelé, a i když se do vyprázdněné vesnice přistěhovali noví, poklesl počet obyvatel na polovinu předválečného počtu. Elektřina byla do vesnice zavedena až v letech 1948–1951.

## Přírodní poměry
Jindřišská stojí ve stejnojmenném katastrálním území s rozlohou 3,83 km², asi tři kilometry severozápadně od Jirkova v nadmořské výšce okolo 525 metrů. Oblast se nachází v Krušných horách, konkrétně v jejich okrsku Bolebořská vrchovina. Geologické podloží tvoří prekambrické metagranity až ortoruly. Převažujícím půdním typem je kambizem dystrická, ale okrajově do území zasahují oblasti výskytu podzolů a v okolí Vinařic kambizem kyselá. Kromě drobných bezejmenných potoků teče podél západní hranice území Bílina, na které se nachází vodní nádrž Jirkov.
V Quittovově klasifikaci podnebí se katastrální území Jindřišská nachází ve třech oblastech. Do nejjižnější části v okolí Vinařic zasahuje mírně teplá oblast MT11, na kterou směrem k severu navazuje mírně teplá oblast MT4, ale samotná vesnice a krajina severně od ní leží v chladné oblasti CH7. Pro oblast CH7 jsou typické průměrné teploty −3 až −4 °C v lednu a 15–16 °C v červenci. Roční úhrn srážek dosahuje 850–1000 milimetrů, sníh zde leží 100–120 dní v roce. Mrazových dnů bývá 140–160, zatímco letních dnů jen 10–30.
Do západní části katastrálního území, v údolí Bíliny a vodní nádrže Jirkov zasahuje přírodní památka Najštejnské bučiny.

## Obyvatelstvo
Při sčítání lidu v roce 1921 zde žilo 122 obyvatel (z toho 58 mužů) německé národnosti, kteří byli s výjimkou dvou evangelíků římskými katolíky. Podle sčítání lidu z roku 1930 měla vesnice 120 obyvatel: 118 Němců a dva cizince. Kromě pěti evangelíků se hlásili k římskokatolické církvi.
|                                                                      | 1869 | 1880 | 1890 | 1900 | 1910 | 1921 | 1930 | 1950 | 1961 | 1970 | 1980 | 1991 | 2001 | 2011 | 2021 |
| -------------------------------------------------------------------- | ---- | ---- | ---- | ---- | ---- | ---- | ---- | ---- | ---- | ---- | ---- | ---- | ---- | ---- | ---- |
| Obyvatelé                                                            | 215  | 188  | 181  | 151  | 125  | 122  | 120  | 62   | 42   | 27   | 22   | 19   | 14   | 29   | 25   |
| Domy                                                                 | 28   | 28   | 28   | 28   | 29   | 29   | 28   | 19   | —    | 8    | 6    | 7    | 7    | 8    | 9    |
| Počet domů z roku 1961 je zahrnut v celkovém počtu domů obce Jirkov. |      |      |      |      |      |      |      |      |      |      |      |      |      |      |      |

## Obecní správa

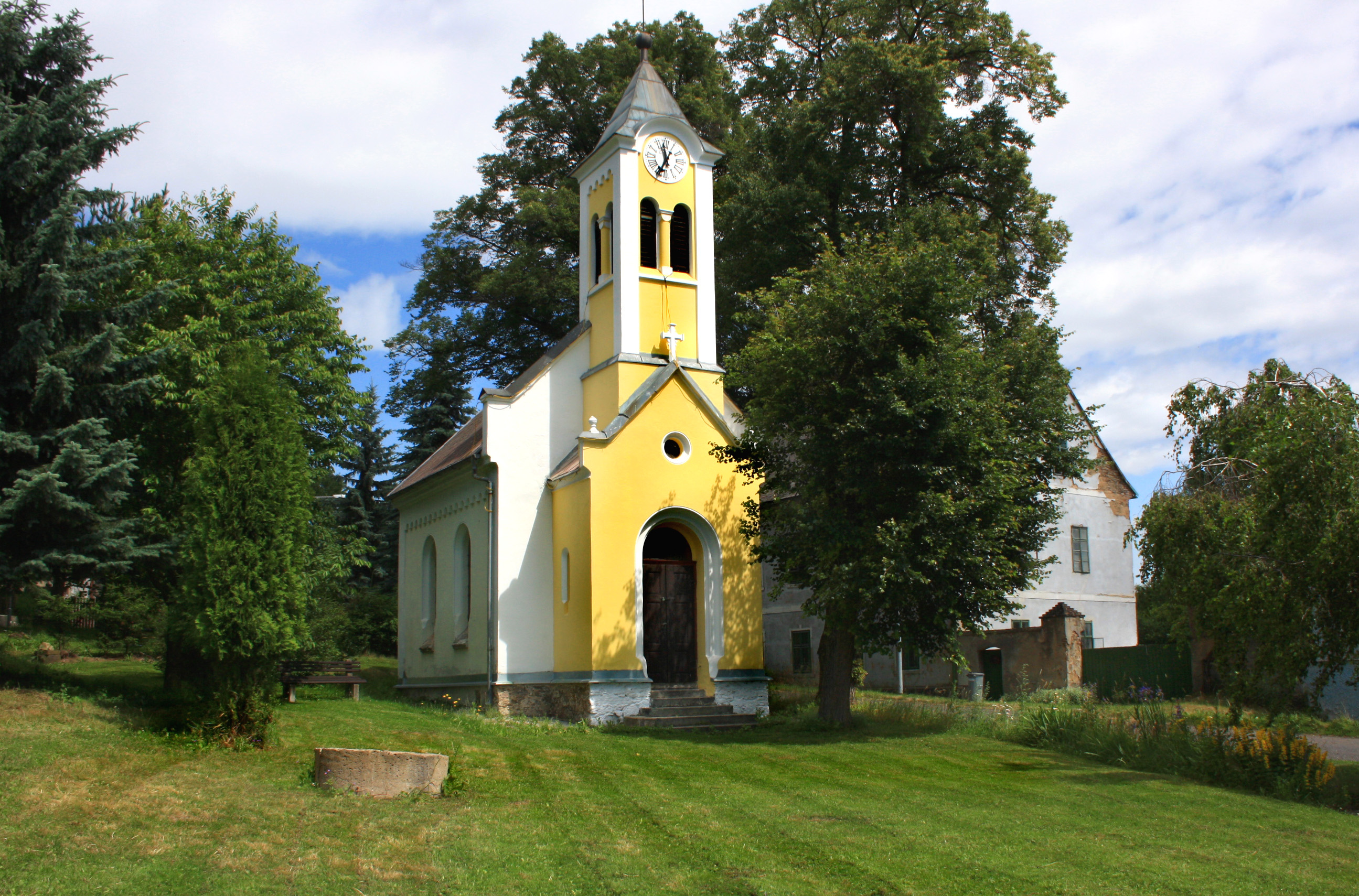
Kaple

Po zrušení patrimoniální správy se Jindřišská stala roku 1850 obcí, ke které patřila osada Vinařice. V roce 1868 byla Jindřišská osadou Jirkova. Krátce se osamostatnila v letech 1935–1937, ale od té doby patří k Jirkovu.

## Doprava
Jindřišskou vede silnice třetí třídy č. 25220 z Jirkova do Brandova, u které stojí zastávka autobusové linkové dopravy. Nejbližší železniční stanice a zastávky jsou Jirkov na trati Chomutov–Jirkov a Jirkov zastávka na trati Ústí nad Labem – Chomutov vzdálené 3,5–4 kilometry. Vesnicí vede žlutě značená turistická trasa z Kalku do Jirkova.

## Pamětihodnosti
Jádrem vesnice je malá, přibližně trojúhelníková náves, kolem které stojí hustě řazené usedlosti, na něž navazovaly úzké pásy záhumenicové plužiny. S řadou dochovaných prvků lidové architektury Jindřišská patří k typickým vrcholně středověkým sídlům středního Krušnohoří, byť ve druhé polovině dvacátého století její charakter narušila výstavba několik rekreačních chat.
V Jindřišské stojí dva památkově chráněné hrázděné domy (čp. 5 a 24) z první poloviny devatenáctého století. Oba mají zděné přízemí a hrázděnou konstrukci prvního patra. Zejména dům čp. 24 je typickým příkladem venkovské architektury Chomutovska. Hrázděná patra mají také domy čp. 14, 20 a sýpka u domu čp. 18. Zděné domy pochází zejména ze druhé poloviny devatenáctého století, ale jejich jádra mohou mít starší původ. K nejlépe zachovaným patří dům čp. 3 s letopočtem 1860 ve štítě. Na jeho fasádě se zachovaly pásové šambrány a v oknech prvního patra také žaluziové okenice. Mladší, postklasicistní zástavbu zastupují domy čp. 4, 6 a 7. Dům čp. 21 na severním okraji návsi byl postaven v tzv. nádražním stylu.